# Gulf and Ship Island Railroad
Le  Gulf and Ship Island Railroad (G&SIRR) était un chemin de fer américain de classe I en opération dans l'État du Mississippi. Il fut créé en 1887 dans le but d'exploiter une forêt de pins jaunes du sud. En dépit de l'incertitude économique, les entrepreneurs William H. Hardy et Joseph T. Jones terminèrent avec succès la construction du chemin de fer. Le chemin de fer entraîna le développement d'un port maritime et l'extension des villes sur son parcours. En 1924 il devint une filiale de l'Illinois Central Railroad, puis finit par perdre son indépendance en 1946.

## Histoire
Le Gulf and Ship Island Railroad (G&SIRR) se développa sous 3 chartes successives accordées par l'assemblée législative de l'État du Mississippi La première charte fut délivrée en 1850, suivie par une seconde en 1856; cette dernière arriva à son terme à cause de la guerre civile américaine et de l'effort de reconstruction (1863 à 1877). Une troisième charte fut accordée par l'État du Mississippi en 1887, soit 31 ans après l'expiration de la seconde.

### William H. Hardy
En 1887, William H. Hardy accepta la présidence du Gulf and Ship Island Railroad avec le soutien de deux financiers ferroviaires connus de longue date: William Clark Falkner et William Wirt Adams[réf. souhaitée]. Le chemin de fer devait être construit avec un écartement standard et avoir un terminus situé sur le golfe du Mexique. Hardy envisagea une ligne partant du golfe du Mexique, traversant l'État du Mississippi pour  arriver à Jackson, Tennessee. Avec le temps, Hardy apporta d'importantes révisions à son tracé. Il décida de faire correspondre la ligne avec celle de son autre réseau, le New Orleans and Northeastern Railroad, en un lieu baptisé Hattiesburg, en hommage à sa femme (Hattie Lott Hardy). Comme à l'époque Mississippi City était le centre administratif du Comté de Harrison, elle fut naturellement choisie pour être le terminus sur le golfe du Mexique. Mais Hardy considéra que cette ville était trop à l'est du port naturel en eaux profondes protégé par l'ile de Ship Island; il proposa une nouvelle ville, Gulfport, comme nouveau terminus[réf. souhaitée].

### Début de la construction
Jusqu'à la fin de 1888, la construction du G&SIRR fut réalisée par des prisonniers contractés auprès du Pénitentiaire de l'État du Mississippi (Mississippi State Penitentiary). Mais ce système de location de prisonniers fut interdit après qu'une commission étatique eut découvert des abus[réf. souhaitée]. La construction se poursuivit sous la supervision de l'Union Investment Company, laquelle finit par faire banqueroute, et la Tobey Construction Company. Mais la ligne demeurait inachevée. W. H. Hardy s'activait pour trouver des investisseurs et des financiers dans le nord et l'ouest des États-Unis, ainsi qu'en Europe. Mais la reconstruction économique du pays ruina ses efforts. Les tentatives de Hardy pour sécuriser le financement du Gulf & Ship Island ne purent éviter un vent de panique qui plaça la compagnie en redressement judiciaire en 1896[réf. souhaitée].

### Joseph T. Jones
À la fin des années 1800, Joseph T. Jones avait fait fortune dans les puits de pétrole et les oléoducs en Pennsylvanie et en Virginie-Occidentale. Il entendit parler de l'opportunité d'investir dans une compagnie de chemin de fer de l'État du Mississippi qui disposait de 2 régions boisées: l'une de 25 500 hectares, et l'autre de 161 874 hectares immédiatement exploitables.
Jones, avec d'autres investisseurs, constitua en Pennsylvanie, la Bradford Construction Company pour racheter le Gulf & Ship Island en banqueroute. La plus longue section du G&SIRR fut achevée par la Bradford Construction Company sous la direction de J.T. Jones. En 1901, Jones racheta les parts de ses partenaires, et la Bradford Construction Company fusionna avec le Gulf and Ship Island Railroad Company. Ayant besoin d'une résidence sur la côte, Jones fit construire le Great Southern Hotel. À proximité, un nouveau bâtiment administratif fut édifié pour la compagnie de chemin de fer Gulf and Ship Island Railroad.
Bien que Joseph T. Jones prit le commandement du G&SIRR, W.H. Hardy resta membre du bureau jusqu'en 1899. En 1895, Hardy fut élu à l'assemblée législative de l'État du Mississippi, l'obligeant à demeurer à Jackson, capitale de l'état, et excluant son implication dans le Gulf & Ship Island[réf. souhaitée].

## Description de la ligne
Le Gulf and Ship Island Railroad opérait exclusivement dans l'État du Mississippi. Le réseau de la compagnie comprenait environ 257 km de ligne principale à voie standard, 237 km d'embranchements, et 171 km de voies de garage à Gulfport. La ligne principale partait de Gulfport et remontait vers le nord jusqu'à Jackson, avec 2 embranchements : l'un entre Maxie et Mendenhall, et l'autre entre Saratoga et Laurel, Mississippi; enfin, des lignes supplémentaires permettaient d'atteindre les villes de Pontotoc et Ripley, ainsi que des territoires adjacents à la rivière Tennessee dans le nord-est de l'État du Mississippi. Le G&SIRR lança l'exploitation de ses vastes ressources de pins jaunes du sud. De nombreuses exploitations forestières apparurent dans les villes traversées par le chemin de fer; elles utilisèrent le rail pour transporter les grumes vers des scieries, ou acheminer le bois vers des marchés. En 1902, les 119 km du G&SIRR entre Gulfport et Hattiesburg, comptait en moyenne une scierie et une distillerie de térébenthine tous les 4,8 km. En 1907, le G&SIRR transporta environ 1,9 million de stères de pins jaunes du sud.

## Gulfport et l'Import / export
Le G&SIRR contrôlait un chenal long de 9,7 km entre Gulfport et Ship Island. Le dragage du chenal de navigation fut réalisé par la S.S. Bullis Company en 1902. Le G&SIRR développa largement les exportations portuaires de Gulfport. Entre 1903 et 1907, plus de 2,36 millions de stères furent exportés de Gulfport. En 1908, la première cargaison de coton fut exportée par bateau à vapeur. Peu après l'achèvement du port, les importations incluaient des phosphates, de la pyrite, de l'huile de créosote, des produits résineux destinés à l'entretien du bois, et de l'acajou. Entre 1910 et 1913, le port de Gulfport exporta plus de bois que n'importe quel autre dans le monde.
L'État du Mississippi tira de substantiels bénéfices du G&SIRR. Ce dernier facilita le développement de villes le long de sa ligne, donna naissance à une industrie du bois en plein essor, aboutit à la création de la ville de Gulfport et à la construction de son port en eau profonde.
À partir de 1924, le G&SIRR devint une filiale de l'Illinois Central Railroad, et finit par perdre son identité en 1946.

## Vestiges
En 2010, le Gulf & Ship Island Railroad office building est toujours visible à Gulfport, Mississippi.